# جام چنل وان ۲۰۰۸
جام چنل وان ۲۰۰۸ سومین و آخرین دوره از جام چنل وان بود که از ۲۳ تا ۳۱ ژانویه ۲۰۰۸ در تل آویو، اسرائیل برگزار شد. این اولین باری بود که تیمی از صربستان وارد این تورنمنت می‌شد.

## مرحله گروهی

### گروه ۱
| تیم ۱         | نتیجه | تیم ۲         |
| ------------- | ----- | ------------- |
| بیتار اورشلیم | ۰–۳   | شاختار دونتسک |
| شاختار دونتسک | ۳–۱   | زسکا مسکو     |
| زسکا مسکو     | ۰–۱   | بیتار اورشلیم |

| رتبه | تیم           | بازی | ب | م | ش | گ‌ز | گ‌خ | ت  | ام |
| ---- | ------------- | ---- | - | - | - | -- | -- | -- | -- |
| ۱    | شاختار دونتسک | ۲    | ۲ | ۱ | ۰ | ۶  | ۱  | ۵  | ۶  |
| ۲    | بیتار اورشلیم | ۲    | ۱ | ۲ | ۱ | ۱  | ۳  | -۲ | ۳  |
| ۳    | زسکا مسکو     | ۲    | ۰ | ۱ | ۲ | ۱  | ۴  | -۳ | ۰  |

### گروه ۲
| تیم ۱            | نتیجه | تیم ۲            |
| ---------------- | ----- | ---------------- |
| اسپارتاک مسکو    | ۱–۱   | دینامو کی‌یف      |
| دینامو کی‌یف      | ۲–۲   | ستاره سرخ بلگراد |
| ستاره سرخ بلگراد | ۲–۰   | اسپارتاک مسکو    |

| رتبه | تیم              | بازی | ب | م | ش | گ‌ز | گ‌خ | ت  | ام |
| ---- | ---------------- | ---- | - | - | - | -- | -- | -- | -- |
| ۱    | دینامو کی‌یف      | ۲    | ۱ | ۱ | ۰ | ۴  | ۱  | ۳  | ۴  |
| ۲    | اسپارتاک مسکو    | ۲    | ۱ | ۰ | ۱ | ۵  | ۵  | ۰  | ۳  |
| ۳    | ستاره سرخ بلگراد | ۲    | ۰ | ۱ | ۱ | ۳  | ۶  | -۳ | ۱  |

## فینال
| شاختار دونتسک               | ۲ – ۲ (و.ا.) | دینامو کی‌یف               |
| --------------------------- | ------------ | ------------------------- |
| فرناندینیو ۸۶' (پ) ۱۱۸' (پ) |              | یوسف ۹۰+۳' · شاتسکیخ ۱۰۵' |
| ضربات پنالتی                |              |                           |
|                             | ۲ – ۳        |                           |